# La donna leone
La donna leone (Løvekvinnen) è un film del 2016 diretto da Vibeke Idsøe. 
Tratto dal romanzo di Erik Fosnes Hansen, La leonessa del 2006, il Film drammatico fantastico norvegese, è una coproduzione internazionale con un budget di circa 52 milioni di NOK. Parti del film sono state girate a Lillehammer e il resto è stato registrato in varie località. Il film è stato presentato in anteprima mondiale il 26 agosto 2016.

## Trama
In una piccola stazione della Norvegia nel 1912, nasce la piccola Eva Arctander. Sua madre Ruth muore dopo il parto e suo padre Gustav rimane con una bambina completamente diversa da qualsiasi cosa vista prima. Una piccolina coperta di peli giallo chiaro e fini su tutto il corpo. Gustav si vergogna della bambina e la rinchiude nell'appartamento della stazione, lasciandola alle cure della tata Hannah. Hannah si innamora di Eva e lotta per il suo diritto di essere trattata come tutti gli altri.

## Distribuzione
Nel febbraio 2016, la società di distribuzione Trust Nordisk ha dichiarato che i diritti cinematografici de La donna leone erano stati venduti a Belgio, Paesi Bassi, Lussemburgo, Serbia, Montenegro, Bosnia-Erzegovina, Croazia, Repubblica di Macedonia, Slovenia, Turchia, Hong Kong e l'intero Sud America. Il film è stato venduto in 40 paesi in totale.

## Accoglienza

### Incassi

#### Norvegia
La donna leone ha avuto 10.072 spettatori durante il weekend di apertura, il che ha reso il film il 51° miglior weekend di apertura nei cinema norvegesi nel 2016.
Il numero totale di presenze è arrivato a 36.016, il che ha reso il film un flop.

### Critica
La donna leone ha ricevuto recensioni critiche da medie a buone.
Birger Vestmo in Filmpolitiet di NRK P3 ha dato quattro stelle e ha scritto: "il tutto è caratterizzato da una buona maestria, con un colore del tempo convincente e una buona rappresentazione ambientale, così come una chiara progressione drammaturgica, il che significa che la La donna leone non diventa mai noioso" Aksel Kielland in Dagbladet è stato più critico e ha scritto: "La donna leone non è un altro buon film, ma questo non significa che non abbia successo".
Tor Andre Øyås in Filmfront è stato più critico e ha dato al film tre stelle. Ha scritto: "Come ritratto del tempo e del personaggio, La donna leone è carino, un po' affascinante e meravigliosamente diverso, ma il tutto affoga in qualcosa di vecchio stile cinematograficamente pesante e non ortodosso che rende il film meno forte di come si potrebbe pensare, sperare e desiderare".

## Riconoscimenti
Il film è stato candidato a tre premi prima dell'Amandaprisen 2017: miglior attrice non protagonista, miglior progetto di produzione / scenografia e Amanda Folkets. È stato anche candidato nella classe per il miglior ruolo da protagonista femminile durante il Premio Kanon 2016 in connessione con il festival cinematografico Kosmorama.